# Loren Capelli
Loren Capelli est une autrice et illustratrice française, née le 15 octobre 1981 à Échirolles.

## Biographie
Diplômée de l'École supérieure d’art d’Épinal, son travail se développe principalement autour de l'illustration de livres pour la jeunesse.
Elle collabore régulièrement avec le New York Times en illustrant des articles de presse liés à l'actualité et au courrier des lecteurs.
Le magazine Print (en) a publié un article sur son travail en juin 2008 et elle a illustré la une du no 249 de la Revue des livres pour enfants en novembre 2009.
En 2014 Loren Capelli réalise des peintures pour l'Opéra de Lille en collaboration avec le studio Belleville.
En 2020, pour son ouvrage Cap !, elle reçoit le Prix Sorcières, dans la catégorie "Carrément beau maxi", ainsi que le Grand prix de l'illustration.

## Publications

### Ouvrage
- La Petite, texte de Pascale Tison, Éditions Esperluète, 2005[8].
- L'Autre de Yves Couturier, Éditions La Cabane sur le chien, 2005[9].
- Désir, texte de Frédérique Dolphijn, Éditions Esperluète, 2006[10].
- Le Petit Poucet, texte de Charles Perrault, Éditions Passage Piétons, 2006[10].
- La Princesse de Cristal, texte de Paola Stévenne, Éditions Esperluète, 2008[10].
- C'est Giorgio, texte de Corinne Lovera Vitali, Éditions du Rouergue, 2008[11], prix Rhône-Alpes du livre jeunesse 2009[12],[10],[13].
- Histoire d'un Loup, des linogravures et un conte de Loren Capelli, texte de Juliette Lamarca, Éditions Thierry Magnier, 2009[14].
- Garçon manqué, texte de Léonie Lasserre, Éditions Nuit myrtide, 2010[15].
- Kid, texte de Corinne Lovera Vitali, Éditions du Rouergue, 2010[16].
- De ma fenêtre, texte et dessins de Loren Capelli, Éditions courtes et longues, 2014.
- Cap !, texte et dessins de Loren Capelli, Éditions courtes et longues, 2019.
- Il faudra !, texte de Ramona Bădescu, Éditions La Partie, 2021[17].

## Dessin de presse
- Pour le New York Times[18] :
  - 3 novembre 2008, « Fast-Track Treatments for Cancer »[19]
  - 15 février 2009, « Poor Children Need Their Head Start »[20]
  - 1er avril 2009, « A Cadaver, for the Sake of Science »[21]
  - 19 avril 2009, « Afghan Women March, America Turns Away »[22]
  - 30 juillet 2009, « Why Vampires Never Die »[23]
  - 17 octobre 2009, « Who Should Treat Breast Cancer? »[24]
  - 2 avril 2010, « How to Stop Bullying in the Schools »[25]
  - 4 juin 2010, « A Family, No Matter How It’s Created »[26]
  - 8 juillet 2010, « Gay Marriage: Whose Decision? »[27]
  - 25 septembre 2010, « A Drug Trial, and a Wrenching Choice »[28]
  - 11 février 2011, « The Parent Trapped »[29]
  - 22 septembre 2011, « Adoptions From China: Seeking the Truth »[30]
  - 19 juillet 2012, « The Trouble With Online Education »[31]
  - 24 décembre 2012, « A Prayer at Christmas »[32]
  - 21 mars 2013, « Does Shame Have a Place in Society? »[33]
  - 14 mai 2013, « My Medical Choice »[34]
  - 29 juin 2013, « Sunday Dialogue - Our Notions of Gender »[35]
  - 22 septembre 2013, « Sublime Numbers - The Beauty of Math »[36]
  - 30 novembre 2013, « On Dying After Your Time »[37]
  - 25 mars 2014, « Why I’m Jealous of My Dog’s Insurance »[38]
  - 25 janvier 2016, « Drug Deaths Reach White America »[39]

## Expositions
- Galerie l'Art à la Page, Paris[1].
- Décors, théâtres de papier, le Théâtre du Peuple à Bussang, musée de l'image à Épinal, 2005[40],[41],[42].
- SketchBook Obsessions, The New York Times gallery, New York, 16 juillet 2009[43].
- Exposition et ateliers, Angle art contemporain à Saint-Paul-Trois-Châteaux, organisée en partenariat avec la Fête du livre jeunesse de Villeurbanne, en janvier 2010[44].
- De l'autre côté du miroir, centre culturel Aragon à Oyonnax, mars 2010[45].
- Le Chemin des Images 2011, musée de l'image à Épinal, 2011[46].
- L'étoffe des héros, bibliothèque Robert Desnos, Montreuil (Seine-Saint-Denis), 2014[47].